# Franz Kafka (film 1991)
Franz Kafka – polski biograficzny film animowany z 1991 w reżyserii Piotra Dumały, wykonany techniką płyt gipsowych i poświęcony życiu Franza Kafki.

## Produkcja
Pierwotnie Dumała zamierzał zrealizować burleskę grozy o wampirze, napisaną jeszcze w okresie licealnym. Reżyser, zamierzając jako tła użyć praskiej scenerii, zorientował się jednak, iż:
film zaczął mi się przekształcać w wyobraźni, nabierać ciężaru. Burleska gdzieś znikła. Jesienią 1989 zacząłem próbne zdjęcia do filmu o wampirze. Ale tym razem jakoś nie wyczuwałem tematu. Coś mi przeszkadzało. Zauważyłem, że na miejscu wampira znalazł się młody człowiek, mieszkający w dziwnym mieście. [...] W pewnym momencie w pokoju mojego bohatera pojawiła się fotografia Kafki, i on sam stawał się coraz bardziej podobny do Kafki.
O ile decyzja o realizacji filmu poświęconego Kafce została wówczas podjęta przez Dumałę, reżyser początkowo planował utrzymać film w konwencji onirycznej. Jednakże, wnikliwie wertując literacki dorobek Kafki, Dumała porzucił surrealistyczną konwencję i zdecydował się stworzyć animowany dokument oparty na materiałach archiwalnych. Przykładowo, widoczny na początku filmu wizerunek Kafki oparty jest na ostatniej fotografii zrobionej pisarzowi w Berlinie przed jego śmiercią. Również klamra kompozycyjna filmu (początek o tytule Praga 1883, końcowa sekwencja zatytułowana 3 czerwca) stanowi odwołanie odpowiednio do roku urodzenia i daty śmierci Kafki. Celem Dumały jednak nie była dokładna dokumentacja losów praskiego pisarza, a bardziej „krajobrazu psychicznego Kafki i jego przemian”. Mając zamiar „wywołania ducha Kafki, wydobycia z mroku scen z jego życia, zwyczajnych, przypadkowych, ocierających się o niesamowitość”, jednocześnie Dumała postawił sobie za cel, by „za bardzo nie iść w kierunku fantastyki. Kafka jest przecież piekielnie realistyczny, bardziej realistyczny niż samo życie. I tak właśnie powinno się go pokazywać, kompletnie banalnie, nieatrakcyjnie”.